# Facultatea de Drept și Științe Sociale
Facultatea de Drept și Științe Sociale a Universității Alecu Russo din Bălți a fost fondată în 1995. Până în 1997, împreună cu Facultatea de Economie a constituit o singură facultate, ulterior scindată în două facultăți. În componența facultății trei două catedre: Catedra Drept Privat; Catedra Drept Public și Catedra Discipline Socioumanistice. Facultatea dispune de un laborator de criminalistică, creat în scopul efectuării lucrărilor experimentale și a orelor practice, fiind dotat cu mijloace tehnice și materiale necesare.

## Catedre
- Catedra drept
- Catedra științe socioumane și asistență socială